# Władysław Gniewosz
Władysław Gniewosz (1847 – 1924 Kąty) byl rakouský politik polské národnosti z Haliče, na přelomu 19. a 20. století poslanec Říšské rady.

## Biografie
Byl šlechtického původu. Jeho blízkými příbuznými byli politici Edward Gniewosz-Oleksów a Włodzimierz Gniewosz. Studoval v Krakově. Od roku 1869 spravoval svůj statek ve východní Haliči. Byl náměstkem okresního starosty v Brodech a předsedou okresního zemědělského spolku v Zoločivě. Působil také jako předseda okresní jednoty statkářských úředníků.
Byl i poslancem Říšské rady (celostátního parlamentu Předlitavska), kam usedl po volbách do Říšské rady roku 1897 za kurii všeobecnou v Haliči, 11. volební obvod: Brody, Kamionka, Rava atd. Do parlamentu se vrátil v doplňovacích volbách do Říšské rady roku 1905, nyní za kurii velkostatkářskou. Nastoupil 24. ledna 1905 místo Apolinary Jaworského. Ve volebním období 1897–1901 se uvádí jako rytíř Ladislaus von Gniewosz-Oleksów, statkář, bytem Konty u Brodů, pošta Ožydiv.
Ve volbách roku 1897 je uváděn jako polský kandidát, tedy kandidát Polského klubu. Rovněž v květnu 1906 se uvádí jako jeden z členů poslaneckého Polského klubu na Říšské radě.